# Morenga (film)
Pour plus de détails, voir Fiche technique et Distribution.
Morenga est un film allemand réalisé par Egon Günther, sorti en 1985.

## Synopsis
Le film se déroule en 1904 après la seconde guerre des Boers en Namibie.

## Fiche technique
- Titre : Morenga
- Réalisation : Egon Günther
- Scénario : Egon Günther d'après le roman de Uwe Timm
- Photographie : Gernot Roll
- Montage : Ingrid Bichler et Inge Gniszewski
- Production : Wolf-Dietrich Brücker
- Société de production : Provobis Gesellschaft für Film und Fernsehen et TNF Tele-Norm-Film
- Pays :  Allemagne de l'Ouest
- Genre : Drame et guerre
- Durée : 112 minutes
- Dates de sortie : 
  -  Allemagne de l'Ouest : 16 février 1985

## Distribution
- Jacques Breuer : Gottschalk
- Edwin Noël : Wenstrup
- Jürgen Holtz : Kageneck
- Manfred Seipold : Koppy
- Tobias Hoesl : Treskow
- James H. Coburn IV : Schwanebach
- Arnold Vosloo : Schiller
- Robert Whitehead : Haring
- Vernon Dobtcheff : Lohmann
- Brian O'Shaughnessy : M. Lüdemann
- Suzanne Stoll : Mme. Lüdemann
- Sam Williams : Johannes Christian
- Nomsa Nene : Katharina
- Johann Vaatz : Ahrens
- Mikle Copley : Schmidt
- Gunnar Voights : Rattenhuber
- Leon van Heerden : Erich
- Peter von Strombeck : Zeisse
- Jochen Werk : den Hagen
- Harry Riebauer : Estorff
- Herbert Weissbach : Deimling
- Thomas Dressel : Treptow
- Alex Heyns : Wandres
- Ken Gampu : Morenga
- Gideon Camm : Jakobus
- Frederik Afrikaner : Simon
- Peter Links : Hiob
- Ben Naobeb : Rolf
- Steven Classen : Morris
- Johannes Isaak : Lukas
- Rainer Gramann : Hinzinger

## Distinctions
Le film a été présenté en sélection officielle en compétition lors de Berlinale 1985.